# Circondario di Neuburg-Schrobenhausen
Il circondario di Neuburg-Schrobenhausen è uno dei circondari dello stato tedesco della Baviera.
Fa parte del distretto governativo dell'Alta Baviera.

## Città e comuni
(Abitanti il 31 dicembre 2023)
| Comuni del circondario | Città 1. Neuburg a.d.Donau, Große Kreisstadt (30 881) 2. Schrobenhausen (18 199) Comuni-mercato 1. Burgheim (4 656) 2. Rennertshofen (4 945) | Comuni 1. Aresing (3 054) 2. Berg im Gau (1 401) 3. Bergheim (1 984) 4. Brunnen (1 790) 5. Ehekirchen (3 878) 6. Gachenbach (2 592) 7. Karlshuld (6 104) 8. Karlskron (5 175) 9. Königsmoos (5 054) 10. Langenmosen (1 664) 11. Oberhausen (3 309) 12. Rohrenfels (1 651) 13. Waidhofen (2 282) 14. Weichering (2 490) |